# Clinton (Kentucky)
Clinton es una ciudad ubicada en el condado de Hickman en el estado estadounidense de Kentucky. En el Censo de 2010 tenía una población de 1388 habitantes y una densidad poblacional de 331,42 personas por km².

## Geografía
Clinton se encuentra ubicada en las coordenadas 36°39′57″N 88°59′39″O / 36.66583, -88.99417. Según la Oficina del Censo de los Estados Unidos, Clinton tiene una superficie total de 4.19 km², de la cual 4.18 km² corresponden a tierra firme y (0.31%) 0.01 km² es agua.

## Demografía
Según el censo de 2010, había 1388 personas residiendo en Clinton. La densidad de población era de 331,42 hab./km². De los 1388 habitantes, Clinton estaba compuesto por el 72.98% blancos, el 24.57% eran afroamericanos, el 0.43% eran amerindios, el 0.07% eran asiáticos, el 0.07% eran isleños del Pacífico, el 0.14% eran de otras razas y el 1.73% pertenecían a dos o más razas. Del total de la población el 0.94% eran hispanos o latinos de cualquier raza.